# Masciago Primo
Masciago Primo – miejscowość i gmina we Włoszech, w regionie Lombardia, w prowincji Varese.
Według danych na rok 2004 gminę zamieszkiwały 272 osoby, 272 os./km².